# Elter
Elter (das oder der) bezeichnet vom biologischen Geschlecht unabhängig einen Erzeuger (Genitor) oder eine Erzeugerin (Genetrix) eines Kindes oder allgemeiner eines Nachkommen bei Menschen, Tieren oder Pflanzen, also einen Elternteil. Das Wort Elter ist die (zurückgebildete) Einzahl des Pluralwortes „Eltern“. Ursprünglich nur in der Vererbungslehre und der Verhaltensforschung benutzt, wird Elter fachsprachlich in manchen Zusammenhängen auch für Menschen verwendet (siehe Eltern). Die „geschlechtsabstrakte Bezeichnung“ kann umständliche Bezeichnungen wie „ein Elternteil einer Familie“ oder „alleinerziehender Elternteil“ oder die Aufzählung mehrerer Möglichkeiten von Elternformen abkürzen.
In der biologischen Vererbungslehre (Genetik) bezeichnet Elter ein Mitglied der Parentalgeneration (Ausgangsgruppe einer Abstammungslinie), das mit einem anderen Elter gekreuzt wird. In diesem Umfeld ist das Wort bereits deshalb zu verwenden, weil sich zwittrige Lebewesen einerseits in verschiedener Hinsicht einer Unterscheidung in „Vater“ und „Mutter“ entziehen und sich andererseits viele Merkmale gleichermaßen auf Samen- wie auf Eizellen-Spender beziehen, dabei jedoch auf nur einen der Elternteile.
Bei der ungeschlechtlichen Vermehrung hat ein Individuum nur ein einzelnes Elter, beispielsweise bei der Parthenogenese beim Marmorkrebs.